# AEROPOLIS
AEROPOLIS è un EP del duo di musica elettronica giapponese Capsule, pubblicato il 21 settembre 2005.

## Videoclip
Il video del pezzo Flying City Plan è stato realizzato con la collaborazione dello Studio Kajino e della regia di Yoshiyuki Momose.
È il terzo ed ultimo dei videoclip d'animazione realizzati per il duo giapponese, frutto della collaborazione dei musicisti con lo Studio Kajino e Momose.
I precedenti lavori sono stati Portable Airport dall'album S.F. Sound Furniture e Space station No. 9 dall'album Nexus-2060.

## Tracce
1. Flying City Plan (空飛ぶ都市計画?, Soratobu Toshikeikaku) - 5:09
2. Lounge Designers Killer - 7:03
3. Twinkle twinkle poppp! - 3:14